# Ruta del peregrino (Jalisco)

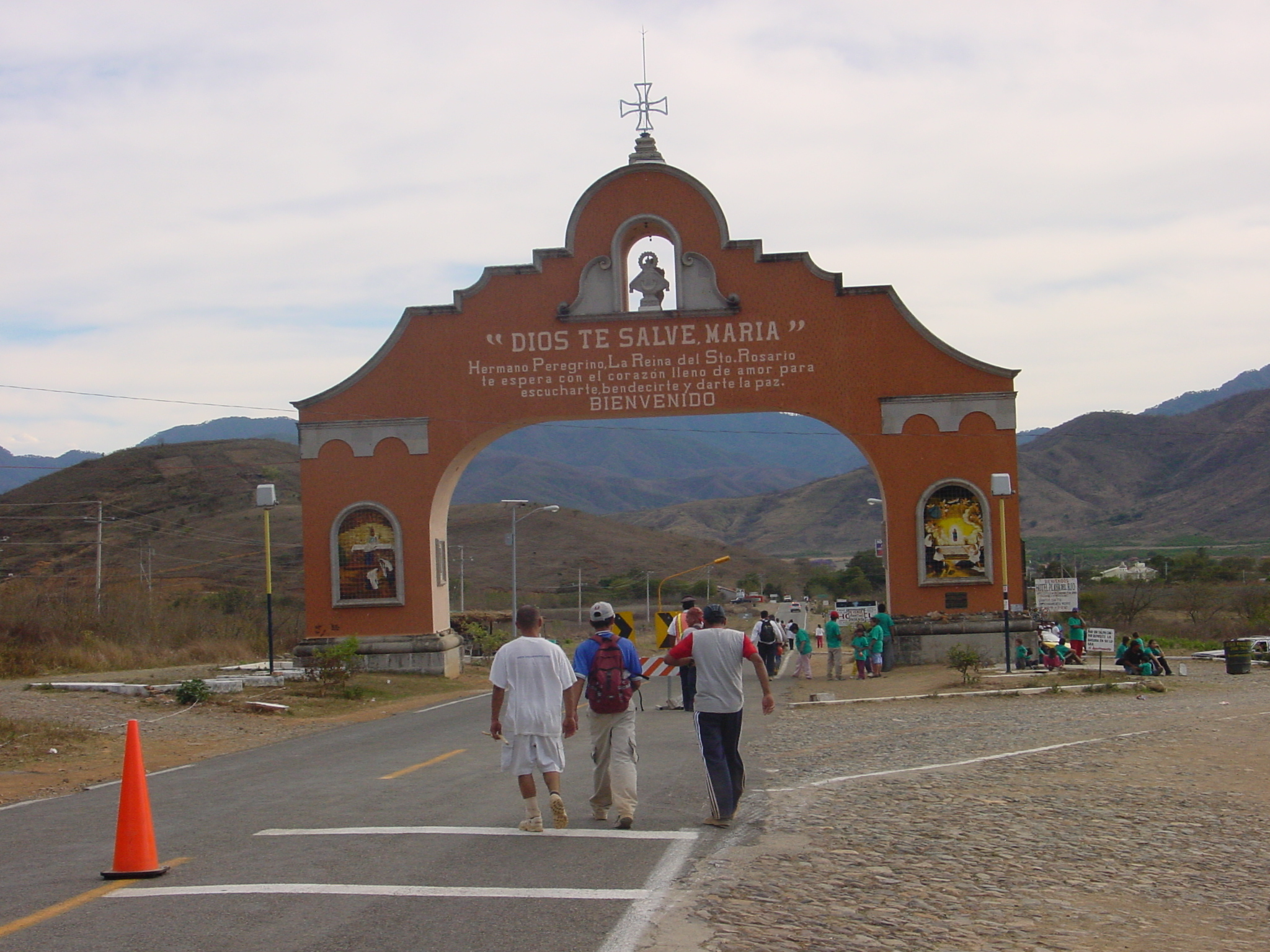
Entrada a Talpa de Allende.

La Ruta del Peregrino es un camino con más de 200 años de tradición, el recorre algunos municipios del estado de Jalisco, en México. El trayecto más conocido es el que inicia en Ameca, aunque hay otros trayectos con la misma finalidad; se atraviesan montañas de la Sierra Madre Occidental y finaliza en el pueblo de Talpa de Allende, específicamente en la Basílica de Nuestra Señora del Rosario. 
Su longitud es de 117 kilómetros y es recorrida por alrededor de 3 millones de personas al año en el mes de marzo y particularmente en Semana Santa.
En abril de 2008, el gobernador de Jalisco, Emilio González Márquez, anunció la inversión de 90 millones de pesos para mejorar la infraestructura de la Ruta. El anuncio fue recibido con rechazo por un sector amplio de la población, que considera que la inversión un atentado contra el Estado laico. Entre las obras realizadas con fondos del erario de Jalisco están servicios básicos, alojamientos, observatorios y santuarios. Tatiana Bilbao Estudio, en colaboración con Dellekamp Arquitectos , diseñaron el plan maestro e invitaron a un equipo internacional de arquitectos a diseñar los diferentes puntos de intervención a lo largo de la ruta de 117 km. Este equipo estuvo conformado por Alejandro Aravena/Elemental, HHF Architects, Christ & Gatenbein, Ai Wei Wei/Fake Design, Dellekamp Arquitectos y Rozana Montiel, La fldsmdfr

## Peregrinos
A las personas que recorren todo el trayecto caminando o usando medios de transporte se les conoce como peregrinos o romeros. La tradición es recorrer el camino a pie, aunque hay muchos peregrinos que acostumbran recorrerlo en bicicleta.
El propósito de los peregrinos es visitar a la Virgen del Rosario en el mes de marzo, especialmente en la fiesta de San José, entre el 11 y 19 de marzo y Semana Santa. Algunos peregrinos recorren esta ruta en cualquier fecha del año. 
Los peregrinos recorren largos trayectos planos y sinuosos tanto de día como de noche. Caminan ligeros, parando en las estaciones para abastecerse de agua y comida. Algunos de ellos cargan mochila, bolsa de dormir, lámpara, utilizan bastones de madera, conocidos como burritas. 
Los caminos son de tierra y algunos tramos son recorridos por los costados de la carretera. Al recorrer el camino a pie, se tiene una oportunidad de contacto directo con la naturaleza y se aprecian diversos ecosistemas, desde los terrenos de vegetación baja, donde se tienen cañaverales y maizales, junto con predios ganaderos, ríos y arroyos con aguas limpias, en algunos casos, hasta diversas comunidades, desde ranchos pequeños hasta algunas de mayor tamaño. En algunos tramos es posible el contacto con bosques de robles y pinos, sobre todo en las tierras altas. 
El camino también es motivo de un contacto con la gastronomía regional de diversas bebidas y guisos caseros (como los llamados pajaretes a base de leche cruda recién salida de las vacas, el atole blanco de masa y las salsas martajadas), como la cecina, los quesos y otros derivados lácteos que conservan el sabor tradicional por la leche entera con que se hacen.

## Puntos de encuentro

### Recorrido de Ameca a Talpa
Es considerado uno de los caminos principales por ser uno de los preferidos de los peregrinos para caminar a pie. Inicia comúnmente de Laguinillas, aunque hay quienes inician desde Ameca. La distancia mostrada en la tabla son kilómetros aproximados a Talpa de Allende.
| Sitio               | km*    | m s. n. m. |
| ------------------- | ------ | ---------- |
| Ameca               | 137 km | 1235 m     |
| Lagunillas          | 123 km | 1300 m     |
| Cerro del Obispo    | 100 km | 1940 m     |
| Estanzuela          | 90 km  | 1400 m     |
| Cerro las Comadres  | 88 km  | 1800 m     |
| Mesa Colorada       | 75 km  | 1750 m     |
| Majadas             | 70 km  | 1600 m     |
| Mixtlán             | 68 km  | 1580 m     |
| Atenguillo          | 65 km  | 1300 m     |
| Guayabos            | 60 km  | 1600 m     |
| Espinazo del Diablo | 53 km  | 1950 m     |
| Las Cruces          | 48 km  | 1800 m     |
| Mascota             | 43 km  | 1400 m     |
| Jacales             | 55 km  | 1500 m     |
| Mal paso            | 45 km  | 1500 m     |
| Gallineros          | 40 km  | 1500 m     |
| San Rafael          | 29 km  | 1600 m     |
| Cocinas             | 17 km  | 1600 m     |
| Cruz de Romero      | 11 km  | 1700 m     |
| Talpa de Allende    | 0 km   | 1134 m     |

## Obras
En años recientes se ha desarrollado un proyecto de obras en la Ruta del Peregrino, tiene por objetivo romper la dinámica de afluencia estacional que se tiene en la Ruta durante las fechas tradicionales de festividades religiosas, de manera que haya un flujo adicional de turistas en todo el año.
La coordinación en la parte del diseño de este proyecto ha recaído en los arquitectos mexicanos Tatiana Bilbao y Derek Dellekamp, quienes se han coordinado con otros profesionistas, entre los que figura un chino, Aiwei Wei, quien diseñó la obra del mirador de la bajada del cerro de El Obispo.
El proyecto se compone de tres miradores (dos en Atenguillo y uno en Ameca) en sitios propicios para apreciar el paisaje jalisciense de la Sierra Madre Occidental, tres ermitas laicas (Ameca, Mixtlán y Mascota), seis sitios de descanso, dos albergues (Guachinango y Atenguillo) para el hospedaje de los peregrinos, una escultura de 18 metros dedicada a la virtud de la gratitud, en respuesta a las vivencias religiosas de gran parte de quienes realizan el camino a Talpa.

## Puestos
Los municipios de la región se organizan para ofrecer servicios de apoyo. Existen operativos viales, vigilancia de policías, puestos de atención de la Cruz Roja, así como puestos de alimentos y bebidas. A lo largo del recorrido hay botes de basura, baños públicos, incluso alojamiento para descansar.
En los puestos ofrecen agua natural, refrescos, bebidas energizantes, jugos naturales, agua de coco, agua de arrayán, agua de limón con chia. Ofrecen también alimentos acompañados de tortillas calientes hechas a mano, platillos especiales en días de vigilia como tortas de camarón, chiles rellenos.

## Problemas actuales
- La basura en la ruta del peregrino es un tema delicado, debido a que la afluencia de personas por estos caminos genera mucha desechos orgánicos e inorgánicos.
- Las obras arquitectónicas, así como las infraestructuras que se encuentran a lo largo de la ruta del peregrino requieren mantenimiento.